# Porta dos Fundos
 (janvier 2021).

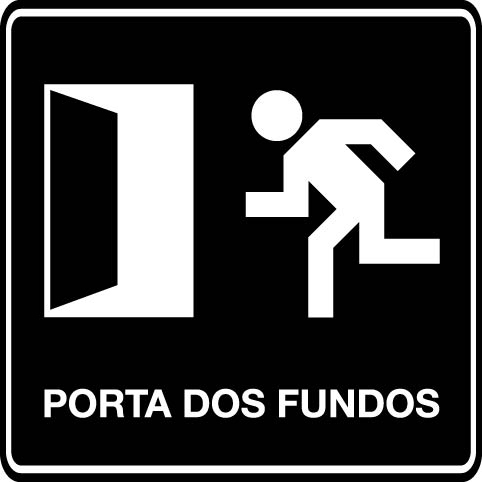
Logo de Porta dos Fundos

Porta dos Fundos est une chaine YouTube brésilienne crée en 2012 par Fábio Porchat, Antonio Pedro Tabet, Gregório Duvivier, Joao Vicente de Castro et Ian SBF. Elle est la propriété de Paramount Networks Americas, elle-même filiale de Paramount Global.
Porta dos Fundos crée des vidéos satiriques qu'ils publient sur YouTube. Ils abordent par exemple la religion, l'usage de drogues, la politique, la sexualité, la corruption, ou les frustrations de la vie de tous les jours.
Au bout d'un an, Porta dos Fundos comptait plus de cinq millions d'abonnés, ce qui en faisait la cinquième chaine YouTube  la plus vue du monde dans la catégorie humour, et la première chaîne YouTube toutes catégories confondues au Brésil. En 2013, son audience moyenne était de 24 millions par mois, et en 2014 de plus de 10 millions par vidéos postées.
Au 15 février 2015, Porta dos Fundos est la 21e chaîne YouTube au monde en nombre d'abonnés.
En 2017, le conglomérat américain ViacomCBS devient propriétaire de Porta dos Fundos, qui passe sous le contrôle de ViacomCBS Networks Americas.